# 永峰彰太郎
永峰 彰太郎（ながみね しょうたろう）は、日本の官能小説家。株式会社フランス書院が2015年に主催した第15回フランス書院文庫官能大賞において特別賞を受賞しデビュー。

## 人物
官能小説家としてのデビューは、2016年6月の『したがり若未亡人 未亡人義母と未亡人兄嫁と未亡人女教師』である。同作品は第15回フランス書院文庫官能大賞において特別賞に選定された『三人の未亡人 液漏れ女教師・肉食兄嫁・棒肛義母』が改稿されたものである。

## 著書
- したがり若未亡人 未亡人義母と未亡人兄嫁と未亡人女教師（2016年6月、フランス書院）